# Georg Winterling
Georg Winterling (* 21. Dezember 1859 in Watzkenreuth bei Schönbach; † 28. April 1929 in München) war ein deutscher Geigenbauer.

## Leben
Nachdem Georg Winterling seine Ausbildung beim böhmischen Geigenbauer Benedikt Klier in Schönbach absolviert hatte, arbeitete er als Gehilfe mehrerer Werkstätten in Frankfurt, Dresden und Wien, bevor er fünf Jahre beim Geigenbauer Friedrich Pfab in Hamburg tätig war. Dort begründete er 1900 (1891?) sein eigenes Geschäft.
Nach dreißig Jahren in der Hansestadt, in denen er als Hersteller, Restaurateur und Händler alter Geigen tätig war, zog Winterling in die Gemeinde Krailling in der Nähe von München. Seine Werkstatt wurde zum Treffpunkt für viele Künstler und Kollegen sowie für zahlreiche Gehilfen, die sich noch bei ihm weiterbilden wollten. Seine langjährigen Gehilfen Anton Schreiber und Anton Lugert übernahmen 1921 sein Hamburger Geschäft.
Seit August 1928 ließ seine Gesundheit aufgrund einer Herzaffektion nach. Georg Winterling starb in einer Klinik in München und wurde auf dem Urnenfriedhof in Planegg bestattet.
Winterling wird in der Fachliteratur als einer „der besten modernen deutschen [Geigenbau-]Meister“ gewertet; seine meist nach dem Vorbild von Stradivari gefertigten Modelle gelten als sehr gesucht und erzielen hohe Verkaufspreise.